# فليك
فليك هو أحد أنواع الشوكولاتة المُصنعة من قِبل شركة كادبوري، ويتألف من لوح شوكولاتة الحليب رقيقة التكوين. تم تطوير أول منتج له في عام 1920 واكتشف مصادفةً
من قبل أحد موظفي شركة كادبوري الذي لاحظ سقوط فتات زائد من الشوكولاته في قوالب التبريد.

## تاريخ
بدأت شركة كادبوري إنتاج شوكولاتة فليك لأول مرة في المملكة المتحدة على هيئة لوح من الرقائق الشوكولاتة المتداخلة معًا، ثم باعتها في أيرلندا وأستراليا وجنوب إفريقيا وأجزاء أخرى من العالم. صنعت الشركة خلال ثلاثينيات القرن العشرين ألواحًا ذات أطوال قصيرة من شوكولاتة فليك خصيصًا لتستخدم في تزيين أقماع آيس كريم الفانيليا 99 فليكس الذي كان يقدمه بائعو المثلجات في ذلك الوقت، ثم طورت منها في وقت لاحق منتجًا حمل اسم كادبوري تويرل وكان عبارة عن لوحين من شوكولاتة فليك بالحليب.

## الأنواع
أنتجت شركة كادبوري العديد من أنواع شوكولاتة فليك من بينها:

شوكولاتة فليك الأساسية من الخارج
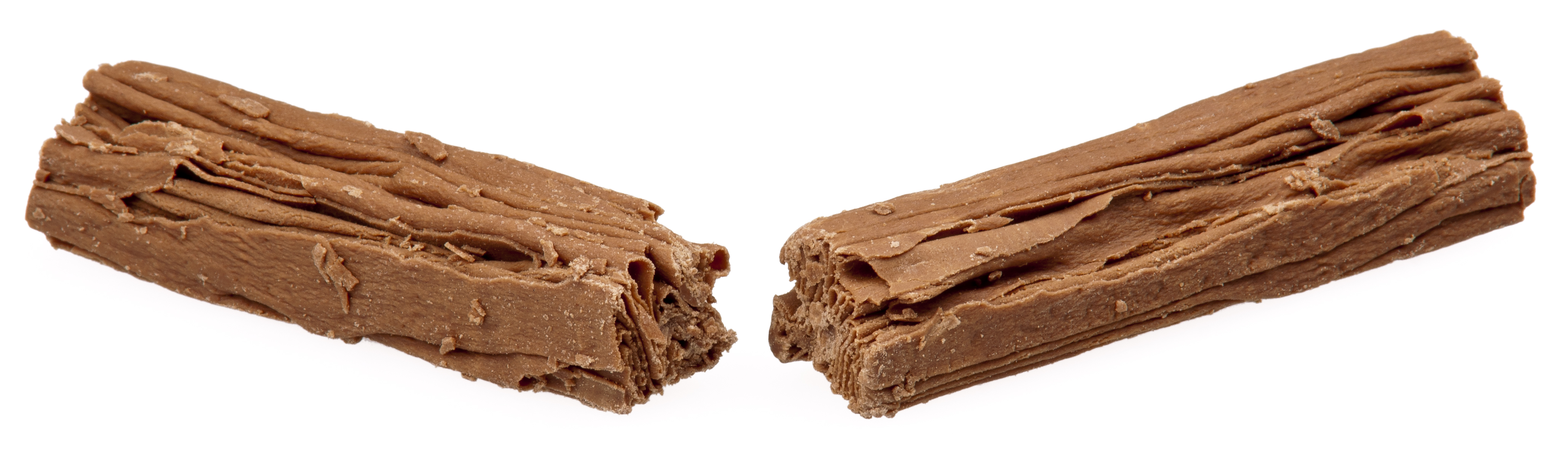
شوكولاتة فليك الأساسية من الداخل
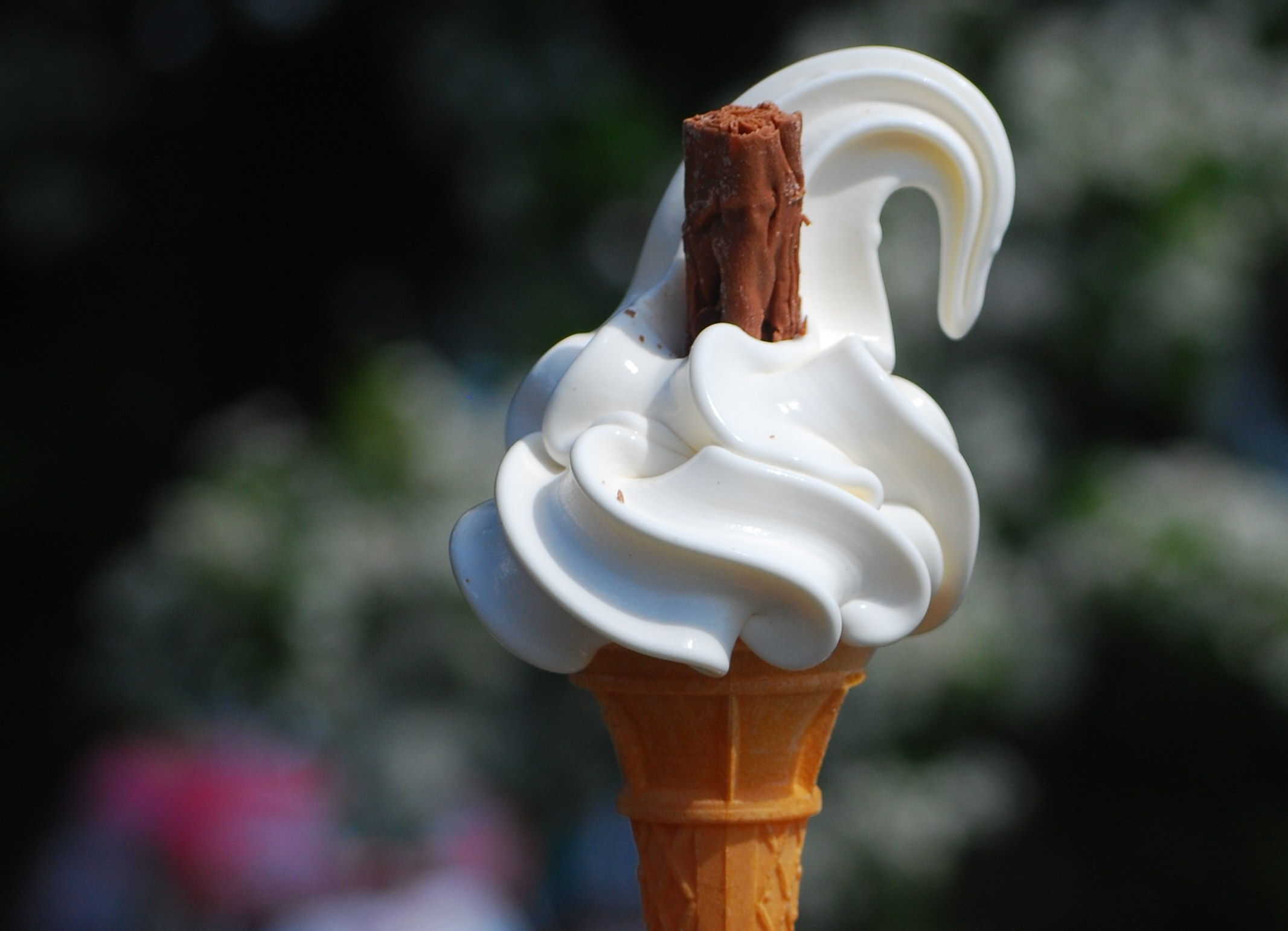
مثلجات 99 فليكس مزين بلوح من شوكولاتة فليك
مثلجات فليك المُعلَّبة

- شوكولاتة فليك بلين: وهي مزيج من رقائق شوكولاتة فليك السادة مع رقائق الشوكولاتة بالحليب.[5][6]
- شوكولاتة فليك نوار: وهي عبارة عن لوح من رقائق الشوكولاتة الداكنة.[7]
- شوكولاتة فليك دارك: وهي ألواح من رقائق الشوكولاتة مغطاة بطبقة من الشوكولاتة الداكنة، وظهرت لأول مرة في عام 2006.
- شوكولاتة فليك سنو: ظهرت لأول مرة في عام 2000، وهي عبارة عن لوح من رقائق الشوكولاتة البيضاء المغطاة بطبقة من شوكولاتة الحليب، إلا أن إنتاجها قد توقف في عام 2008.
- شوكولاتة فليك ديبد: أنتجت لأول مرة في عام 2003، كان منتجًا شبيهًا بشوكولاتة كادبوري تويرل، وعرفت أيضًا باسم فليك لوكسري، وهي عبارة عن رقائق من شوكولاتة الحليب المغطاة بطبقة من شوكولاتة الحليب.
- شوكولاتة أورانج فليك: وهي عبارة عن رقائق من الشوكولاتة بالحليب بنكهة البرتقال وتباع في عدد محدود من البلدان من بينها جنوب إفريقيا.
- شوكولاتة فليك بالنعناع: تحتوي على رقائق الشوكولاتة بالحليب المنكهة بنكهة النعناع، وتباع في أسواق جنوب أفريقيا، وبدأ بيعها في أستراليا منذ عام 2016.
- شوكولاتة فليك برالين: قدمت لأول مرة في عام 2004، وتحتوي على رقائق الشوكولاتة بالحليب مع حلوى البرالين.
- شوكولاتة فليك ألور: صدر هذا المنتج بشكل محدود في بعض المناطق عام 2011، وهي عبارة عن رقائق من الشوكولاتة بالحليب نصف مغطاة بحلوى الترافل الغنية بالشوكولاتة، والنصف الآخر مغطى بشوكولاتة الحليب.